# David Cross (hudebník)
David Cross (* 23. dubna 1949 Plymouth, Devon) je britský houslista. Mezi lety 1972 a 1974 působil v progressive rockové skupině King Crimson. Jako její člen se podílel na albech Larks' Tongues in Aspic a Starless and Bible Black, jako hostující hudebník se objevil i na albu Red. V kapele kromě houslí a violy hrál také na klávesy a mellotron.
V polovině 80. let založil vlastní skupinu The David Cross Band, v jejíž počátcích v ní působili americký bubeník Dan Maurer, anglická klávesistka Sheila Maloneyová a liverpoolský baskytarista a zpěvák John Dillon. Kapela do současnosti vydala několik alb. Na některých z nich a také na některých Crossových sólových projektech hostovali i někteří členové King Crimson jako Robert Fripp, John Wetton, Richard Palmer-James a Peter Sinfield.
David Cross je v současné době docentem hudební výchovy na London Metropolitan University.

## Sólová alba
- Memos from Purgatory (1989)
- The Big Picture (1992)
- Testing to Destruction (1994)
- Exiles (1998)
- Closer Than Skin (2005)
- Alive in the Underworld (2008)
- English Sun (2009)